# Le Bourgneuf-la-Forêt
Le Bourgneuf-la-Forêt – miejscowość i gmina we Francji, w regionie Kraj Loary, w departamencie Mayenne.
Według danych na rok 1990 gminę zamieszkiwało 1466 osób, a gęstość zaludnienia wynosiła 51 osób/km² (wśród 1504 gmin Kraju Loary Le Bourgneuf-la-Forêt plasuje się na 411. miejscu pod względem liczby ludności, natomiast pod względem powierzchni na miejscu 310.).